# Campbell Wright
Campbell McRae Wright (* 25. Mai 2002 in Rotorua, Bay of Plenty Region) ist ein neuseeländisch-US-amerikanischer Biathlet und Skilangläufer. Er wurde 2023 Juniorenweltmeister im Sprint und ist damit der erste Medaillengewinner seines Geburtslandes bei einem IBU-Wettkampf. 2025 wurde er sowohl im Sprint als auch in der Verfolgung Vizeweltmeister.

## Sportliche Laufbahn

### Skilanglauf
Wright begann seine Skilanglauf- und Biathlonkarriere auf der Snow Farm, dem einzigen Langlaufgebiet Neuseelands. Zunächst war er als Skilangläufer aktiv und gewann 2015 eines der Rennen im Rahmen des Merino Muster und wurde neuseeländischer U14-Meister über 5 km klassisch. 2016 wurde er als 13-jähriger gar nationaler Meister in der U18-Konkurrenz im Freistil.
Nach einigen wenigen weiteren internationalen und nationalen Auftritten schaffte Campbell Wright 2020 die Qualifikation für die Olympischen Jugend-Winterspiele in Lausanne. Dort konnte er in allen drei Wettbewerben, bei denen er am Start war, eine Top-35-Platzierung erreichen, verpasste jedoch die Top 20. Da der Neuseeländer sich zu dieser Zeit bereits hauptsächlich auf seine Biathlonkarriere konzentrierte, war sein nächster internationaler Auftritt bei einem Skilanglaufevent erst im Rahmen der Nordischen Skiweltmeisterschaften 2021 in Oberstdorf, bei denen er im Seniorenbereich über 15 km Freistil antrat, allerdings nur den 103. Platz belegen konnte. Im Sommer 2022 gewann er den Merino Muster und wurde beim Kangaroo Hoppet Zweiter.

### Biathlon

#### Erste Schritte im Juniorenbereich
Der ehemalige italienische Biathlet Luca Bormolini, der in Neuseeland als Trainer arbeitete, brachte Campbell Wright 2017 zum Biathlon. Da es auf der Snow Farm auch einen Schießstand gibt, konnte Wright in seiner Heimat trainieren und nimmt im europäischen Sommer noch heute an Wettkämpfen und Trainings dort teil.
In der Saison 2018/19 nahm Campbell Wright erstmals an internationalen Wettkämpfen teil, als er bei einigen Rennen des IBU-Junior-Cup mitlief. Hierbei verpasste er aber die Punkteränge deutlich. Auch bei den Jugendweltmeisterschaften 2019 belegte er in Einzel und Sprint lediglich die Plätze 66 und 86. Vor der nächsten Saison verlagerte Wright sein Training gemeinsam mit seinem Trainer Luca Bormolini nach Livigno und nahm dann auch an den nationalen italienischen Meisterschaften teil, bei denen er außer Konkurrenz lief, aber völlig überraschend im 7,5-km-Rennen der unter 19-jährigen das Rennen gewinnen konnte. Bei den internationalen Wettkämpfen der Saison 2019/20 schließlich konnte Campbell Wright seine Ergebnisse aus der Vorsaison im Juniorcup verbessern und erreichte in allen vier Rennen, an denen er teilnahm, die Top 50. Es folgten die Jugendweltmeisterschaften 2020, bei denen der Neuseeländer nach einem 42. Platz im Einzel überraschend Sechster im Sprint wurde, dann aber in der Verfolgung auf den 15. Rang zurückfiel. Genauso erreichte Campbell Wright bei den Olympischen Jugend-Winterspielen, bei denen er auch im Skilanglauf teilnahm, überraschend gute Platzierungen und verpasste eine Medaille als Vierter des Sprints und Sechster des Einzels nur um wenige Sekunden. Außerdem durfte er bei der Eröffnungsfeier die neuseeländische Flagge tragen.
In der Saison 2020/21 nahm Wright erstmals an Rennen im Seniorenbereich teil. Im IBU-Cup erreichte er bei den ersten Rennen am Arber in drei von vier Wettkämpfen die Top 25, wobei er das kurze Einzel sogar als Fünfter abschließen konnte und somit bei einem seiner ersten Seniorenrennen einen Podestplatz nur um knapp zehn Sekunden verpasste. Auch an den Europameisterschaften 2021 in Duszniki-Zdrój nahm Wright teil, konnte dort aber nicht an die vorherigen Ergebnisse anknüpfen und verpasste die Top 50 in allen drei Rennen. Ein großer Erfolg für den Neuseeländer war die Teilnahme an den Weltmeisterschaften 2021 auf der Pokljuka, bei denen er nur im Sprint lief und dort Rang 75 belegte. Auch bei den Jugendweltmeisterschaften 2021 war Wright startberechtigt und erreichte die Plätze 18, 29 und 18.

#### Weltcuppunkte und Olympische Spiele

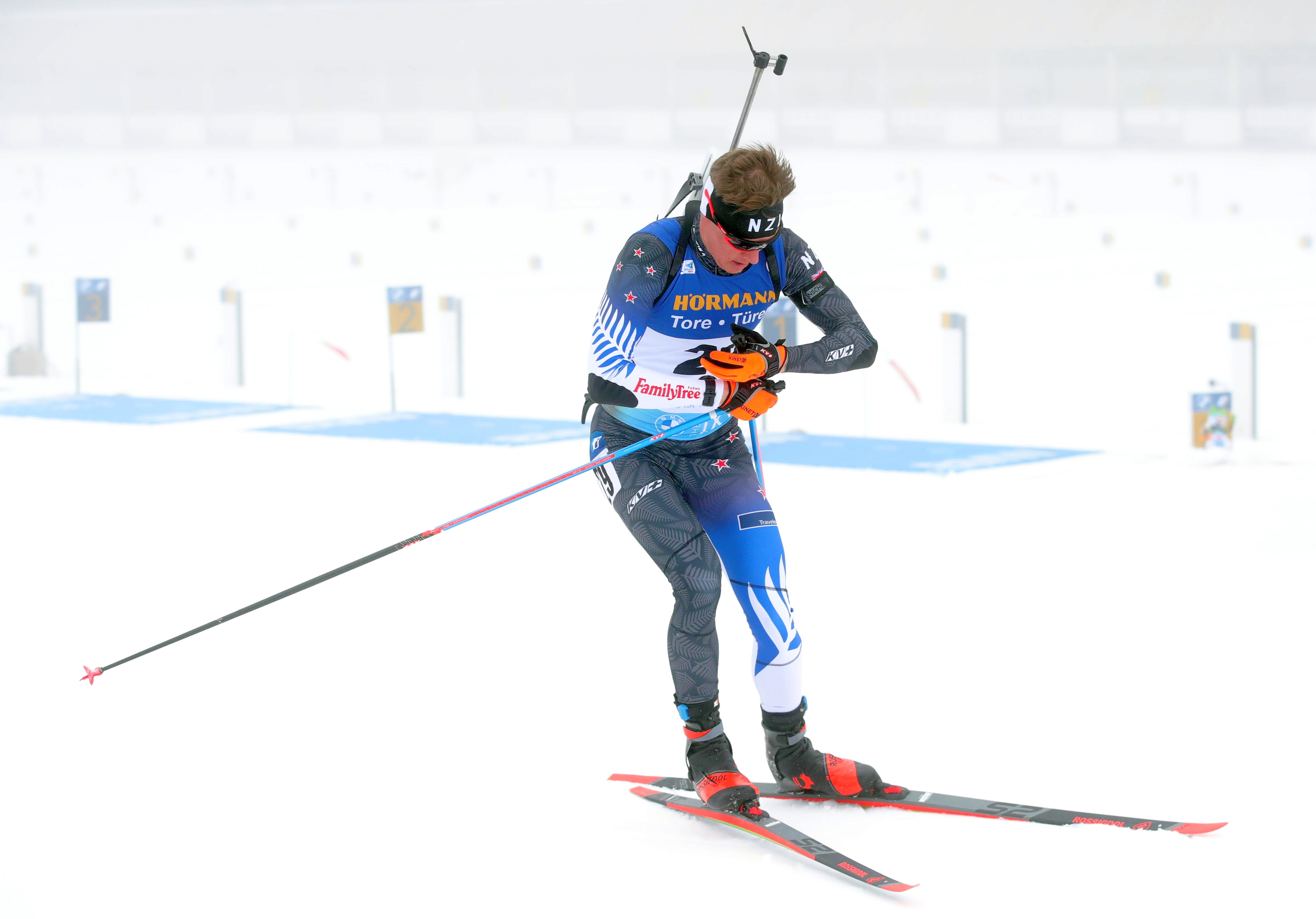
Wright 2023 bei den Weltmeisterschaften in Oberhof

Zu Beginn der Saison 2021/22 gab Campbell Wright als jüngster Starter im Teilnehmerfeld sein Weltcupdebüt. Bei den Wettkämpfen in Östersund wurde er im Einzel 64., konnte aber dank fehlerfreier Schießleistung im Sprint den 40. Platz belegen und ergatterte somit erstmals einen Weltcuppunkt. Nach weniger erfolgreichen Wettbewerben im Kalenderjahr 2021 belegte Wright in Ruhpolding im Sprint den 25. Platz und holte damit zum zweiten Mal Weltcuppunkte. Im zum Sprint gehörigen Verfolgungsrennen schoss Wright zwei Fehler und kam auf Rang 31 ins Ziel.
Eine weitere persönliche Bestleistung gelang ihm in Antholz, als er den Einzelwettkampf mit drei Fehlern auf Platz 15 abschloss. Dadurch qualifizierte sich Wright für seinen ersten Massenstart, den er mit acht Strafrunden auf dem 30. und damit letzten Platz abschloss. Außerdem war dieser 15. Rang ausschlaggebend für die vom neuseeländischen Verband geforderte Qualifikation für die Olympischen Spiele, für die Wright deshalb keine Wildcard benötigte. In Peking schloss er Einzel und Sprint auf den Rängen 32 und 75 ab. Nach den Olympischen Spielen nahm der Neuseeländer noch an den Juniorenweltmeisterschaften in Soldier Hollow, Utah teil, konnte dort als Mitfavorit allerdings keine Medaillen gewinnen. Beste Platzierung war Rang sechs im Einzel. Seinen ersten Winter als Profi schloss Campbell Wright auf Position 64 des Gesamtweltcups ab. Über die Weltcupsaison gesehen, war er in fast jedem teilgenommenen Rennen der jüngste Starter.

#### Etablierung im Weltcup und Juniorenweltmeister

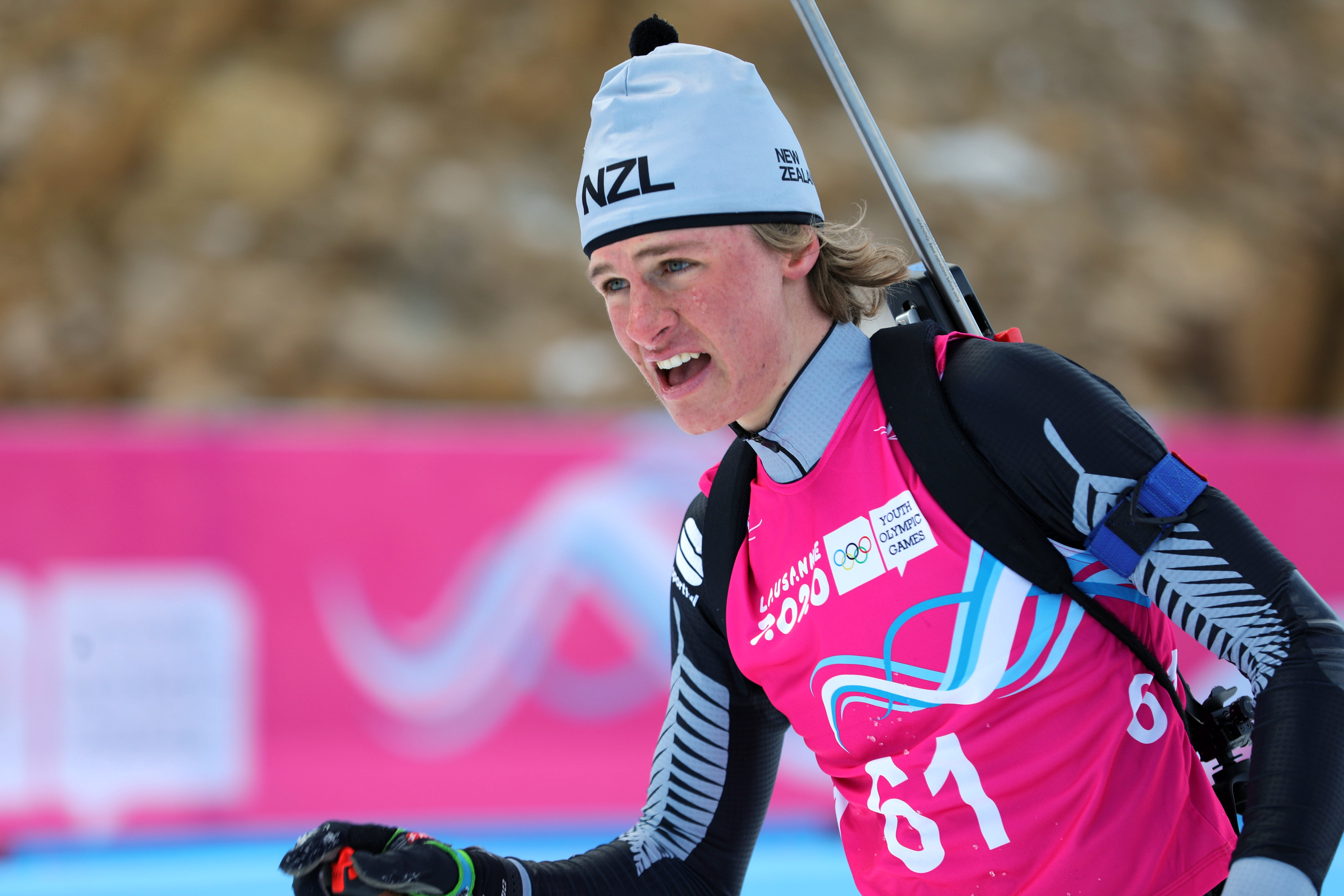
Wright bei den Olympischen Jugendspielen 2020

Zu Beginn der Saison 2022/23 erzielte Wright in Kontiolahti mit Rang 23 im Sprint sein zweitbestes Karriereergebnis. Seine bisher beste Laufleistung zeigte er im Sprint von Antholz, als er nach drei Fehlern noch 37. wurde und in der reinen Kurszeit unter anderem Filip Fjeld Andersen und Tero Seppälä hinter sich ließ. Die Weltmeisterschaften verliefen mit Rang 20 im Einzel und dem Erreichen des Verfolgungsrennens ebenfalls erfolgreich. Bei den Juniorenweltmeisterschaften im März 2023 in Schtschutschinsk in Kasachstan siegte der Neuseeländer am vorletzten Tag der Veranstaltung mit der mit Abstand schnellsten Laufzeit und fehlerfreiem Schießen beim Sprint der älteren Jahrgänge und distanzierte Jan Guńka um 35 Sekunden. Er war damit der erste Athlet seines Heimatlandes sowie der gesamten Südhalbkugel der Erde, der jemals eine Medaille bei einem IBU-Wettkampf gewonnen hat. Im zugehörigen Verfolger fiel er nach acht Schießfehlern auf Rang 6 zurück. Die Weltcupsaison beendete er als 55. der Rangliste und verbesserte sich damit im Vergleich zum Vorwinter.
Nachdem Wright schon seit Sommer 2022 größtenteils mit dem US-amerikanischen Team trainiert hatte, gab er im Juni 2023 bekannt, ab 1. Juli des Jahres im Leistungssport die USA zu vertreten. Aufgrund fehlender Kapazitäten im Trainerteam und der allgemeinen und medizinischen Versorgung sowie fehlender Staffeleinsätze hatte sich dieser Schritt schon länger vorher angedeutet.

#### Erfolge für das US-Team
Seine ersten internationalen Wettkämpfe für das US-amerikanische Team bestritt Wright im November 2023 beim Weltcupauftakt in Östersund, nachdem er sofort in die Nationalmannschaft aufgenommen worden war. Jedoch ging er bei den Rennen in Finnland trotz einer Erkältung an den Start, erreichte die Punkteränge nicht im Ansatz und bekam auch in den übrigen Wettkämpfen des Trimesters keine nennenswerten Leistungen zustande. Nach dem Jahreswechsel folgten jedoch wieder starke Ergebnisse: In Ruhpolding überraschte Wright mit Rang zwölf im Sprint, auch bei den Weltmeisterschaften ließ er mit den Plätzen 11, 12 und 18 in Sprint, Verfolgung und Massenstart aufhorchen. Außerdem erzielte er an der Seite von Vincent Bonacci, Sean Doherty und Jake Brown mit Rang fünf im Staffelbewerb das beste US-Herrenstaffelergebnis der WM-Geschichte. Bei den Weltcups nach dem Saisonhöhepunkt lief Wright schließlich zur Höchstform auf. In Oslo lief er als Achter des Einzels erstmals unter die Top 10, bei den Wettkämpfen in Soldier Hollow im US-Bundesstaat Utah sogar auf Platz sechs im Sprint und verhinderte dabei durch einen Schießfehler sogar den möglichen Sieg. In der gleichen Besetzung wie bei den Weltmeisterschaften belegten die US-Amerikaner im Staffelrennen schließlich den vierten Rang und stellten damit auch das beste Weltcup-Staffelergebnis der US-Biathlongeschichte auf.
Die Saison 2024/25 eröffneten Wright, Brown, Doherty und Maxime Germain in Kontiolahti mit Rang sechs in der Staffel. Wenige Tage später lief er am gleichen Ort im Sprint auf Position vier und verpasste das Podest um lediglich vier Sekunden. Dieses Ergebnis kam für Wright selbst überraschend, da er wie im Vorjahr mit Krankheitssymptomen gestartet war und auch im saisoneröffnenden Einzel trotz 19 Treffern nur Platz 28 erreicht hatte. Damit übernahm er auch das blaue Trikot für den Gesamtweltcupführenden unter 23 Jahren. Nach sieben weiteren Top-15-Ergebnissen im ersten und zu Beginn des zweiten Trimesters hatte der US-Amerikaner Mitte Januar 2025 erneut mit gesundheitlichen Problemen zu kämpfen und verpasste daher auch den Massenstart in Ruhpolding.
Seinen bisher größten Erfolg feierte Wright bei den Weltmeisterschaften 2025 in der Lenzerheide, als er im Sprint ohne Schießfehler hinter Johannes Thingnes Bø den zweiten Rang belegte und damit die Silbermedaille errang. Nach Josh Thompson, Tim Burke und Lowell Bailey wurde er damit der vierte männliche Medaillengewinner unter US-amerikanischer Flagge bei einer Biathlon-WM. Im zugehörigen Verfolgungsrennen traf er neunzehn von zwanzig Scheiben und klassierte sich mit acht Sekunden Rückstand auf Bø erneut auf dem Silberrang, nach Susan Dunklee wurde er damit der zweite Amerikaner mit mehreren Medaillen bei Weltmeisterschaften. Im letzten Trimester gelangen ihm drei weitere Top-10-Platzierungen und Wright klassierte sich schließlich auf dem 17. Rang der Weltcupgesamtwertung, womit er sein Ergebnis aus dem Vorjahr deutlich verbessern konnte. Damit gewann er zudem die Auszeichnung für den besten U-23-Athleten.

## Persönliches
Campbell Wright stammt aus einer sportbegeisterten Familie. Er hat zwei Brüder, der vier Jahre ältere Paul ist als Radrennfahrer international aktiv und gehört dem Saris Rouvy Sauerland Team an, nachdem er zuvor für Bolton Equities Black Spoke Pro Cycling gefahren war. Wright hat US-amerikanische Eltern und besitzt deshalb auch die US-amerikanische Staatsbürgerschaft.

## Statistiken

### Weltcupplatzierungen
Die Tabelle zeigt alle Platzierungen (je nach Austragungsjahr einschließlich Olympische Spiele und Weltmeisterschaften).
- 1.–3. Platz: Anzahl der Podiumsplatzierungen
- Top 10: Anzahl der Platzierungen unter den ersten zehn (einschließlich Podium)
- Punkteränge: Anzahl der Platzierungen innerhalb der Punkteränge (einschließlich Podium und Top 10)
- Starts: Anzahl gelaufener Rennen in der jeweiligen Disziplin
- Staffel: inklusive Mixed- und Single-Mixed-Staffeln

| Platzierung               | Einzel | Sprint | Verfolgung | Massenstart | Staffel | Gesamt |
| ------------------------- | ------ | ------ | ---------- | ----------- | ------- | ------ |
| 1. Platz                  |        |        |            |             |         |        |
| 2. Platz                  |        |        |            |             |         |        |
| 3. Platz                  |        |        |            |             |         |        |
| Top 10                    | 1      | 5      | 2          |             | 8       | 16     |
| Punkteränge               | 4      | 14     | 13         | 6           | 13      | 50     |
| Starts                    | 10     | 25     | 15         | 6           | 13      | 69     |
| Stand: Saisonende 2024/25 |        |        |            |             |         |        |

### Weltcupwertungen

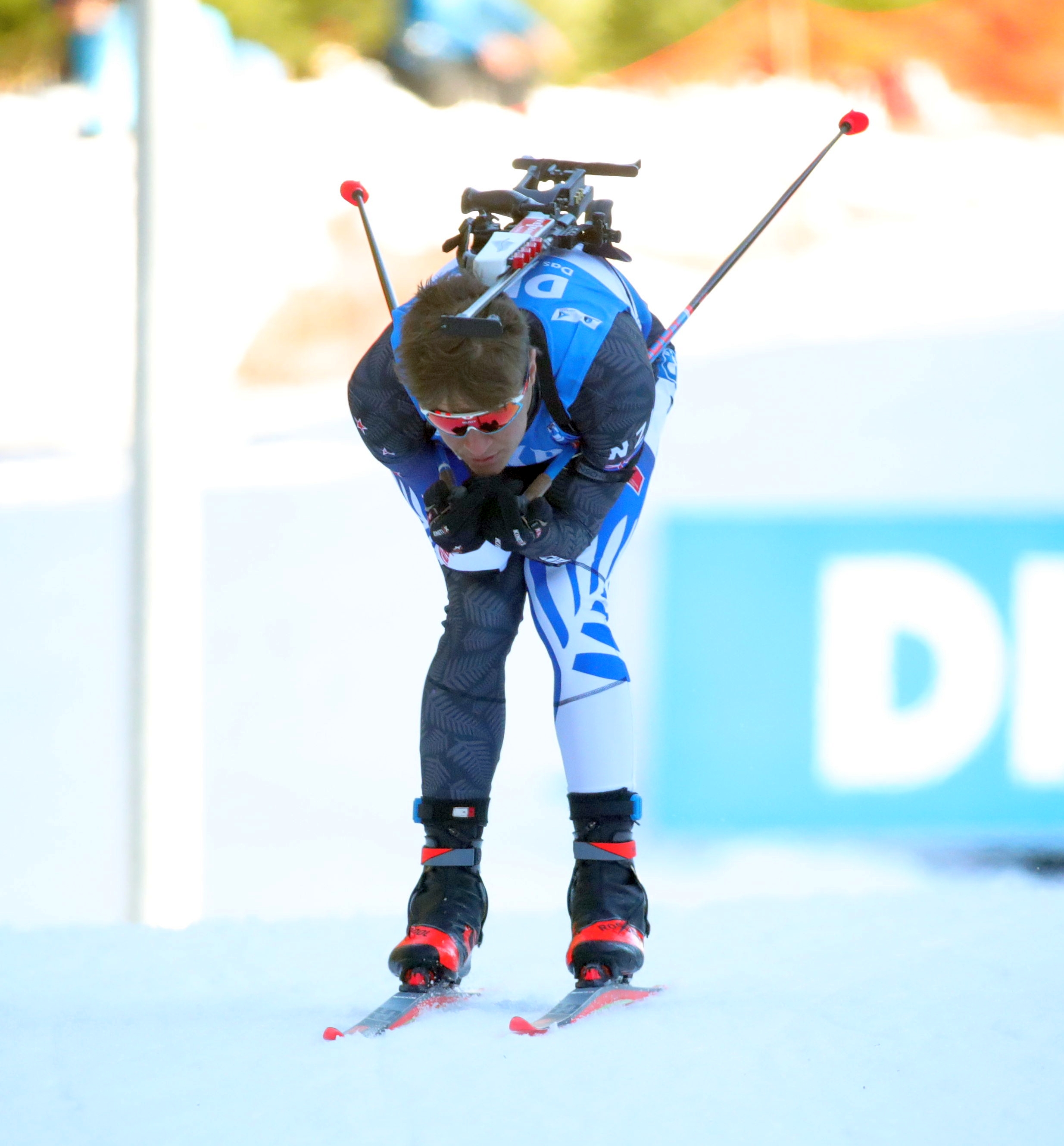
Wright während des WM-Einzels 2023

Ergebnisse bei Biathlon-Weltcups (Disziplinen- und Gesamtweltcup) gemäß Punktesystem:
| Saison  | Einzel | Einzel | Sprint | Sprint | Verfolgung | Verfolgung | Massenstart | Massenstart | Gesamt | Gesamt |
| Saison  | Platz  | Punkte | Platz  | Punkte | Platz      | Punkte     | Platz       | Punkte      | Platz  | Punkte |
| ------- | ------ | ------ | ------ | ------ | ---------- | ---------- | ----------- | ----------- | ------ | ------ |
| 2021/22 | 27.    | 26     | 74.    | 17     | 68.        | 10         | 48.         | 2           | 64.    | 55     |
| 2022/23 | 63.    | 2      | 44.    | 31     | 51.        | 22         | –           | –           | 55.    | 55     |
| 2023/24 | 27.    | 34     | 29.    | 82     | 27.        | 77         | 36.         | 23          | 31.    | 216    |
| 2024/25 | 32.    | 33     | 13.    | 183    | 13.        | 148        | 21.         | 91          | 17.    | 455    |

### Olympische Winterspiele
Ergebnisse bei Olympischen Winterspielen:
|                                        | Einzelwettbewerbe | Einzelwettbewerbe | Einzelwettbewerbe | Einzelwettbewerbe | Staffelwettbewerbe | Staffelwettbewerbe |
| Einzel                                 | Sprint            | Verfolgung        | Massenstart       | Männerstaffel     | Mixedstaffel       |                    |
| -------------------------------------- | ----------------- | ----------------- | ----------------- | ----------------- | ------------------ | ------------------ |
| Olympische Winterspiele 2022 \| Peking | 32.               | 75.               | –                 | –                 | –                  | –                  |

### Weltmeisterschaften
Ergebnisse bei Weltmeisterschaften:
| Weltmeisterschaften | Weltmeisterschaften | Einzelwettbewerbe | Einzelwettbewerbe | Einzelwettbewerbe | Einzelwettbewerbe | Staffelwettbewerbe | Staffelwettbewerbe | Staffelwettbewerbe |
| Jahr                | Ort                 | Einzel            | Sprint            | Verfolgung        | Massenstart       | Männerstaffel      | Mixedstaffel       | S.-M.-Staffel      |
| ------------------- | ------------------- | ----------------- | ----------------- | ----------------- | ----------------- | ------------------ | ------------------ | ------------------ |
| 2021                | Pokljuka            | –                 | 74.               | –                 | –                 | –                  | –                  | –                  |
| 2023                | Oberhof             | 20.               | 46.               | 45.               | –                 | –                  | –                  | –                  |
| 2024                | Nové Město          | 20.               | 11.               | 12.               | 18.               | 5.                 | –                  | 7.                 |
| 2025                | Lenzerheide         | 23.               | 2.                | 2.                | 4.                | 9.                 | 19.                | 16.                |

### Jugend-/Juniorenweltmeisterschaften
Wright nahm bis 2021 an den Jugend-, ab 2022 an den Juniorenwettkämpfen teil:
| Weltmeisterschaften | Weltmeisterschaften | Einzelwettbewerbe | Einzelwettbewerbe | Einzelwettbewerbe | Staffelwettbewerbe | Staffelwettbewerbe |
| Jahr                | Ort                 | Einzel            | Sprint            | Verfolgung        | Männerstaffel      | Mixedstaffel       |
| ------------------- | ------------------- | ----------------- | ----------------- | ----------------- | ------------------ | ------------------ |
| 2019                | Osrblie             | 66.               | 86.               | –                 | –                  | nicht ausgetragen  |
| 2020                | Lenzerheide         | 42.               | 6.                | 15.               | –                  | nicht ausgetragen  |
| 2021                | Obertilliach        | 18.               | 29.               | 18.               | –                  | nicht ausgetragen  |
| 2022                | Soldier Hollow      | 6.                | 14.               | 22.               | –                  | nicht ausgetragen  |
| 2023                | Schtschutschinsk    | 26.               | 1.                | 6.                | –                  | –                  |